# Stratosphere Giant
Stratosphere Giant (Gegant de l'estratosfera) va ser considerat l'arbre més alt del món fins al 2006. L'arbre és un espècimen de l'espècie Sequoia sempervirens, la sequoia costanera.
L'any 2004 mesurava 112,83 metres, i està situat en el Humboldt Redwoods State Park, Califòrnia, EUA. L'arbre segueix creixent, i l'any 2010 ja mesurava 113,11 metres.
Està envoltat per un gran nombre d'arbres de grandària similar. Per evitar danys pel turisme, la ubicació exacta de l'arbre no ha estat revelada al públic.
El 8 de setembre de 2006, es va descobrir una sequoia costanera anomenada Hyperion al Parc Nacional de Redwood, i que és considerat actualment (2013) l'arbre (i ser vivent) més alt, mesurant 115,55 metres. Això ha estat confirmat mitjançant una cinta de mesurament. S'han trobat altres dos arbres d'aquest bosc més grans que Stratosphere Giant.